# 陳文村
陳文村（1948年5月27日—），台灣臺中市人，資訊通訊學者，教育部終身榮譽國家講座，曾任國立清華大學校長，現為中央研究院特聘研究員。

## 學歷
- 國立清華大學核子工程學士（1970年）
- 美國柏克萊加州大學電機工程與計算機科學碩士（1973年）
- 美國柏克萊加州大學電機工程與計算機科學博士（1976年）

## 簡歷
- 國立清華大學應用數學研究所副教授（1976年3月－1977年7月）
- 國立清華大學資訊工程研究所副教授（1977年8月－1979年7月）
- 國立清華大學資訊工程系教授（1979年8月－)
- 美國柏克萊加州大學電機工程與計算機科學系訪問學者（1980年10月－1981年4月）
- 國立清華大學資訊工程研究所所長（1983年8月－1988年7月）
- 教育部科技顧問（1988年7月－1992年7月）
- 工業技術研究院電腦與通訊研究所訪問專家（1989年8月－1990年7月）
- 教育部顧問室主任（1992年8月－1996年1月）
- 國立清華大學電腦與通訊科技研發中心創始主任（1994年8月－2004年2月）
- 國立清華大學電機資訊學院首任院長（1998年2月－2004年1月）
- 國立清華大學「清華電機資訊講座」教授（2003年8月－2006年7月）
- 台灣聯合大學系統首任研發副校長（2003年11月－2006年1月）
- 經濟部科技顧問（2005年－2008年）
- 國立清華大學校長（2006年2月－2010年1月）
- 行政院科技顧問（2006年7月－2010年6月）
- 國立清華大學「清華特聘講座」教授（2006年8月－2012年3月）
- 教育部學術審議委員會常務委員（2007年－2008年）
- 經濟部科技專案績效考評委員會召集人（2007年－2009年）
- 國家實驗研究院董事（2008年8月－2011年12月）
- 中華工程教育學會工程認證執行委員會召集人（2008年8月－2015年7月）
- 工業技術研究院董事（2009年4月－2010年3月）
- 中華工程教育學會資訊認證執行委員會召集人（2010年8月－2015年7月）
- 「智慧電子國家型科技計畫 （页面存档备份，存于）」總主持人（2011年－）
- 台灣聯合大學系統講座教授（2012年1月－）
- 中央研究院資訊科學研究所特聘研究員（2012年3月－）
- 國立清華大學「孫運璿講座」教授（2012年4月－）
- 資訊工業策進會董事（2012年8月－）

## 生平
陳文村成長於台中縣大肚鄉，在大肚國小舊址磺溪書院接受小學一、二年級啟蒙教育，讀過清水中學（現臺中市立清水高級中等學校）初中部，1966年在台中一中完成高中教育，1970年畢業於國立清華大學核子工程系。之後赴美深造，改念計算機科學，1976年取得美國柏克萊加州大學電機工程與計算機科學博士學位後，即回台任教於國立清華大學；他是當時少數回台任職的計算機科學博士。
陳文村擔任過教育部科技顧問及顧問室主任；在教育部任內，規劃大學校園、校際網路，後來發展為「台灣學術網路」，為台灣第一個網際網路，並推動中小學資訊化、大學前瞻科技教育改進計畫。1994年創辦清大電腦與通訊科技研發中心 （页面存档备份，存于），1998年創立清大電機資訊學院 （页面存档备份，存于），2003年受聘台灣聯合大學系統首任研發副校長。
2006年，通過清大及教育部校長遴選委員會徵選，陳文村出任清大第三任遴選校長；為清大在台建校以來，所培育出的第一位清大校長。校長任內執行「邁向頂尖大學計畫」，創設相當多新制度，大幅提升清大學術聲譽及國際知名度；任內特別重視大學部教育：以推行「繁星計畫」大學甄選入學機制及成立台灣第一個強調住宿學院教育的「清華學院」著稱。2010年2月校長卸任後，專任「清華特聘講座」教授。2012年3月受聘中央研究院特聘研究員。
陳文村早期從事軟體工程研究，1980年代初期設計出台灣第一部計算機區域網路，近年來，專注於行動網路、物聯網之研究。陳文村由於資通訊學術研究及對資通訊教育之貢獻，於2004年獲教育部頒予終身榮譽國家講座，2011年IEEE計算機學會頒予Taylor L. Booth Education Award （页面存档备份，存于）。
陳文村對台灣高科技產業多所貢獻，除擔任過經濟部、資訊工業策進會、工業技術研究院等單位顧問外，自1990年11月擔任經濟部「主導性新產品開發輔導計畫 （页面存档备份，存于）」、「業界開發產業技術計畫」技術審查委員會共同召集人、召集人長達十四年；兩計畫對台灣產業技術提升卓有貢獻。陳文村2006年7月受聘擔任四年行政院科技顧問 （页面存档备份，存于），2011年1月出任「智慧電子國家型科技計畫 （页面存档备份，存于）」總主持人，以開創醫療電子、能源電子、前瞻資通訊電子產業技術與應用為總目標。

### 教育部任內
陳文村自1988年7月擔任四年教育部科技顧問，1992年8月借調教育部，出任顧問室主任。在教育部七年七個月任內，規劃校際網路、中小學資訊化與先導跨校遠距教學，推動多項人文、科技教育改進方案。任內較重要的事蹟包括：規劃大學校園、校際網路，後來發展為「台灣學術網路」（TANet，Taiwan Academic Network），為台灣第一個網際網路（Internet）；推動大學教學改進：課程、學程規劃與編訂，本土化教材編撰，教學能力再充實及建立完整成果評估考核制度；推動人文社會、生物科技、通訊科技、超大型積體電路設計、材料科技等前瞻教育改進計畫，大幅改善當時教研環境。1994年協助成立「中華民國通識教育學會 （页面存档备份，存于）」，發行《通識教育季刊》，搭起大學通識教育交流平台;主辦第一、二屆「工程教育國際研討會」，促成「工程教育研究國際網路」（iNEER，International Network for Engineering Education and Research （页面存档备份，存于））。

### 校長任內
陳文村校長四年任內，大幅提升國立清華大學國際聲譽：在英國《泰晤士高等教育》世界大學排名中，清大由2006年343名，大幅晉升到2009年的223名；2010年《泰晤士高等教育》改進評比指標，清大躍升到107名，首度超越國立臺灣大學，居台灣各大學排名之冠。2011年上海交通大學根據2005年至2009年人才培養、科學研究、師資質量、學校資源等辦學績效，首度公布兩岸四地百強大學排名，清大名列第四；如不計學校規模（總量）指標，清大辦學績效居百強之首。
陳校長任內執行「邁向頂尖大學計畫」（教育部「發展國際一流大學及頂尖研究中心計畫」，俗稱「五年五百億計畫」），獲得教育部考評審議委員會高度肯定。2010年1月中央研究院劉兆漢副院長在陳校長卸任惜別茶會中指出：「2006年剛推動五年五百億計畫，當大家正倍感壓力地等待成績出現時，清華早在陳校長的領導下，做好完善準備並穩健地出發。」
陳校長任內創設相當多新制度及創舉：成立「校務發展諮詢委員會」，引領清華長遠發展方向。將秘書室擴編為「秘書處」，強化校務規劃考核、財務管理、公共事務、校友服務等功能，創刊《首頁故事》、英文《Tsing Hua Newsletter》，成立「校友服務中心」、「財務規劃室」，四年募款近8億元。成立「國際學生活動中心」、「國際事務處」，四年任內在校國際學生倍增，簽訂學術合作交流之國際大學大幅成長。陳校長任內加強兩岸清華師生、學術交流，2009年10月陳校長率團訪問北京清華大學，簽訂「學術交流與合作備忘錄」、「教師與學生交流協議」，並首度各自提撥基金，支持共同研究計畫之進行。
任內設置講座與特聘教授、學術卓越獎勵、專任教師評量辦法，建立頗為完善的薪階制度，實施彈性薪資。為了整合清華重點領域研究，合併材料科學中心與納米微系統中心為「奈微與材料科技中心」，新成立「生物醫學科技研發中心」、「人文社會研究中心」、「基礎科學研究中心」；根據湯姆森路透重要科學指標（ESI）統計，陳校長任內四年清華論文被引用次數倍增，材料科學學門躋身ESI世界五十強，生物暨生化、臨床醫學兩學門入選ESI前1%排行榜。
陳校長任內重視產業服務、創新育成，促成台達電子 （页面存档备份，存于）、聯發科技 （页面存档备份，存于）、聯詠科技 （页面存档备份，存于）等知名企業與清大設立聯合產學實驗室，另設置「傑出產學合作獎」，成立單一窗口「產學合作辦公室」（2010年納入正式編制，更名為「產學合作營運總中心」），整合產學企畫、智財技轉及創新育成等業務，成效顯著；成立清華企業家協會（TEN） （页面存档备份，存于），提供清華校友企業家交流、發展平台，協助清華校友創業，促進兩岸清華企業家校友合作，並連結回饋母校。
任內革新大學部招生，2006年起逐年推行各學院院招生，強調跨院系教育、大一不分系，迄2009年推行至全校各學院。2006年率先推出「繁星計畫」大學甄選入學機制，縮小城鄉教育機會差距、培育不同面向優秀人才、使校園更加多元，廣獲社會認同。教育部試行四年後，於2010年取代現行的「學校推薦」甄選入學，更名為「繁星推薦」，正式納入大學甄選入學招生制度。
陳校長任內特別重視大學部教育，2007年7月成立「大學部教育改進工作小組」，重新釐定清華教育目標，全面檢討大學部基礎教育、共同必修、通識教育，於2009年12月完成「大學部教育改進白皮書」。陳校長任內鼓勵學生服務學習，2007年率各大專院校之先，開辦暑期國際志工，以培養具有國際觀、奉獻與服務精神的清華人。2008年創立台灣第一個強調住宿學院教育的「清華學院」，帶給大學生嶄新的校園學習環境。另成立「教學發展中心」，設立「傑出導師獎」，以提升教學、學生輔導品質。
陳校長四年任內大刀闊斧進行校園基礎建設，體育設施更新、成功湖畔美化，清華會館、立體機車停車場、台積館、1,000 床學生宿舍（學、儒齋）、環校步道及全校共同管道等重要建設完工啟用；新南門、奕園相繼落成，南校區呈現迥然新面貌；教學大樓（台達館，2011年10月落成啟用）、學習資源中心（旺宏館，2013年4月落成啟用）及清齋改建（2012年9月落成啟用）等，也在任內擎劃施工；另籌建多功能體育館（校友體育館，2012年11月落成啟用）、教師聚會所（名人堂，2014年1月落成啟用）、創新育成大樓（2016年4月落成啟用）、清華實驗室（2018年5月落成啟用）及生物醫學科技大樓（因經費短缺，併入清華實驗室規劃）等，四年中明顯改善清華教研環境。
2006年陳文村校長就任時，提出學術卓越、高品質教學、長遠規劃校務、強化經營體質等治校理念與願景，任內四年逐一落實。2009年12月在陳校長任內最後一次校務發展諮詢委員會議中，校務發展諮詢委員高度肯定陳校長的四年政績表現。2010年1月清華獲教育部頒予全國唯一大學「友善校園卓越獎」，陳校長榮獲頒予「友善校園傑出首長獎」，是為陳校長四年治校最佳寫照。

## 學術貢獻
陳文村早期從事軟體工程研究，設計出來的自動軟體測試系統，曾被美國陸軍、空軍及美國國家航空暨太空總署使用。1980年代初開始計算機網路及平行處理研究，於1982年設計出台灣第一部資源共享區域網路，於1988年協助工業技術研究院電子工業研究所開發當時最先進的VLSI設計技術，設計出平行處理晶片及台灣第一部平行處理系統。2000年以來，致力於寬頻網路、無線網路研究，自2000年4月擔任大學學術追求卓越發展計畫「下一世代資訊通訊網路尖端技術與應用」及延續計畫總主持人共八年，結合國立清華大學、國立交通大學三十多位教授，共同研究高性能封包交換網路、異質無線網路及前瞻網際網路應用，獲致許多創新研究成果。
陳文村在平行處理研究方面，主要探討平行處理系統處理能量與平行演算法效能；其中對具廣擴及重組功能平行處理架構上之平行演算法多所貢獻。在計算機網路研究方面，主要貢獻在廣播式網路安全、寬頻交換網路架構與無線網路之品質服務保證。陳文村之資通訊學術研究與教育貢獻甚受國際學界肯定，四度受邀擔任IEEE計算機學會傑出講座（Distinguished Visitor），主講計算機及通訊網路；由於平行處理系統設計及軟體工程之貢獻，1994年獲選為IEEE Fellow （页面存档备份，存于）；1999年獲IEEE計算機學會頒予Technical Achievement Award，得獎事蹟為「對平行處理與高速網路系統設計之貢獻」，陳文村為迄今唯一獲此榮譽的台灣學者；2006年獲母校美國柏克萊加州大學頒予「計算機科學與工程傑出校友獎」 （页面存档备份，存于），得獎事蹟為「對資訊科技之傑出與開創性貢獻，及資訊科學與工程教育之卓越領導」;2011年IEEE計算機學會頒予Taylor L. Booth Education Award （页面存档备份，存于），為該學會最高榮譽教育獎，得獎事蹟為「對台灣與全球性計算機科學教育之貢獻，並且在各個層面推動計算機網路教育」。
陳文村除了學術研究外，自1987年8月擔任中央研究院資訊科學研究所發行之Journal of Information Science and Engineering編輯、總編輯長達十年；在陳文村擔任總編輯期間，該期刊首度被國科會評為「學術研究傑出期刊」
。陳文村是IEEE平行與分散式系統國際會議的創始人及首屆（1992年）大會主席、2000年IEEE分散式計算系統國際會議的大會主席，也是其他多項國際重要會議的議程主席、大會主席、大會主講人。

## 榮譽
- 第一屆傑出資訊人才獎（1984年）
- IEEE計算機學會（英语：IEEE Computer Society）傑出講座（主講「區域計算機網路」，1984年－1985年）
- 中山學術文化基金會技術發明獎（1989年）
- 國科會1990年、1992年、1994年傑出研究獎（1990年－1996年）
- IEEE計算機學會（英语：IEEE Computer Society）傑出講座（主講「寬頻通訊網路」，1994年－1997年）
- IEEE Fellow （页面存档备份，存于）（1994年）
- 教育部學術獎（工科）（1994年）
- 傑出人才發展基金會傑出人才講座（1996年－2001年）
- 國科會特約研究人員（1996年－2002年）
- IEEE計算機學會（英语：IEEE Computer Society）Technical Achievement Award（1999年）
- 潘文淵文教基金會研究傑出獎（2000年）
- 第五屆教育部國家講座（2001年－2004年）
- 國科會傑出特約研究員獎（2002年）
- 國立清華大學「清華電機資訊講座」（2003年）
- 中華民國資訊學會資訊榮譽獎章（2003年）
- IEEE計算機學會（英语：IEEE Computer Society）傑出講座（主講「無線通訊網路」，2004年－2006年）
- 台灣積體電路設計學會特殊貢獻獎（2004年）
- 中華民國科技管理學會院士（Fellow，2004年）
- 第八屆教育部國家講座（2004年，終身榮譽）
- 美國柏克萊加州大學計算機科學與工程傑出校友獎 （页面存档备份，存于）（2006年）
- 國立清水高級中學傑出校友（2006年）
- 國立清華大學「清華特聘講座」（2006年）
- 國立台中第一高級中學學術成就類傑出校友（2008年）
- 設計與程序科學學會 （页面存档备份，存于） C. V. Ramamoorthy Distinguished Scholar Award（2008年）
- 教育部友善校園傑出首長獎（2010年）
- 加拿大國家研究委員會傑出研究員（Eminent Researcher，2010年）
- IEEE計算機學會（英语：IEEE Computer Society）Taylor L. Booth Education Award （页面存档备份，存于）（2011年）
- 跨領域學習與高等研究學院 （页面存档备份，存于） Ramamoorthy and Yeh Transdisciplinary Distinguished Achievement Award（2014年）
- 跨領域學習與高等研究學院 （页面存档备份，存于） Fellow（2014年）

## 外部連結
- 中央研究院陳文村特聘研究員網頁 （页面存档备份，存于）
- 國立清華大學陳文村教授網頁 （页面存档备份，存于）
- 國立清華大學大事記
- 國立清華大學《首頁故事》
- 《Tsing Hua Newsletter》
- 國立清華大學數位校史館 （页面存档备份，存于）

| 前任： 徐遐生 | 國立清華大學校長 2006年—2010年 | 繼任： 陳力俊 |